# Tony Wakeford

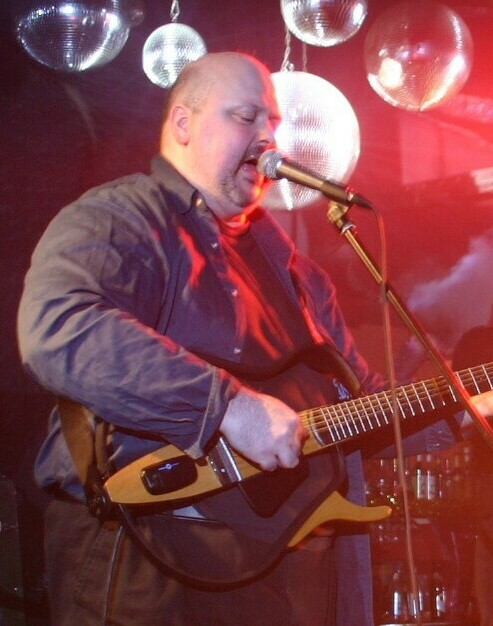
Sol Invictus beim Elfenfolk-Festival 2005

Anthony Charles „Tony“ Wakeford (* 2. Mai 1959 in Woking, Surrey) ist ein englischer Musiker aus dem Neofolk-Umfeld.

## Leben
In jungen Jahren trat Wakeford der linken Socialist Workers Party bei. Er absolvierte eine Lehre als Gärtner und versuchte sich in verschiedenen, auf Cover-Versionen spezialisierten Bands. Seine Musikkarriere begann als Bassist der britischen Punk-Band Crisis, die er gemeinsam mit Gitarrist Douglas Pearce gründete, den er auf einer antifaschistischen/-rassistischen Veranstaltung kennenlernte.
Im Jahr 1980 lösten sich Crisis wegen Spannungen innerhalb der Band und aus Enttäuschung über die ideologischen Grabenkriege innerhalb der linken Szene auf. Nach einem kurzen Gastspiel in Patrick Leagas’ Band The Runners from 1984 gründete er gemeinsam mit Leagas und Pearce die Post-Punk-Formation Death in June. 1984 musste er auf Druck von Pearce Death in June verlassen, nachdem seine Mitgliedschaft in der rechtsextremen National Front bekannt geworden war. (Obgleich Wakeford sich in späteren Jahren mit Nachdruck von diesen Kontakten und rechten Strömungen überhaupt distanzierte, gilt er in einigen Kreisen bis heute als Rechtsextremist.) Hinzu kamen zunehmende künstlerische Differenzen zwischen den Bandmitgliedern.
Nach dem Fortgang von Death in June gründete er sein eigenes Projekt namens Above the Ruins. Der Musikstil ähnelte dem der frühen Death-in-June-Veröffentlichungen, die mit Wakefords Beteiligung eingespielt worden waren. Dieses Projekt wurde nach Veröffentlichung der LP Songs of The Wolf und dem Beitrag The Killing Zone zu dem vom National-Front-Label White Noise Records lizenzierten Sampler No Surrender! beendet. In diese Zeit fiel auch Wakefords Abkehr von der rechtsextremen Szene.
1987 kehrte er mit Sol Invictus zurück. Neben Sol Invictus war und ist Wakeford mit den eigenen Projekten L’Orchestre Noir (später Orchestra Noir), HaWthorn, The Wardrobe, Triple Tree und Grey Force Wakeford aktiv. Daneben engagierte er sich für Projekte von Steven Stapleton (Nurse With Wound), David Tibet (Current 93) und des Neoklassik-Duos Ordo Equitum Solis. Seit den 1990ern pendelte er häufig zwischen seinen Wohnorten London/England und Frankreich hin und her, weshalb viele Aufnahmen mit französischen Gastmusikern (Stephane Ruiz, Eric Roger) entstanden. Weitere Künstler, mit denen er zusammenarbeitete, waren David Mellor, Sarah Bradshaw, Matt Howden, Sally Doherty sowie bis heute Renee Rosen (Wakefords Ehefrau seit 1999). Karl Blake, Wakefords musikalischer Weggefährte seit 1988, verließ die Band nach dem Album The Devil’s Steed (2005).

## Diskografie

### Mit Crisis
Siehe Crisis (Punkband)#Diskografie

### Mit Death in June
- Heaven Street (12", 1981)
- State Laughter (7", 1982)
- Oh How We Laughed (Live/1982)
- The Guilty Have No Pride (1983)
- Burial (1984)

### Mit Above the Ruins
Siehe Above the Ruins#Diskografie

### Mit Sol Invictus
Siehe Sol Invictus (Band)#Diskografie

### Sonstige
- Tony Wakeford/Steven Stapleton – Revenge of the Selfish Shellfish (1992)
- Tony Wakeford – La Croix (1993)
- Tony Wakeford – Above Us the Sun (1994)
- Tony Wakeford – Summer Ends (7", 1994)
- Tony Wakeford/L’Orchestre Noir – On – The World and Everything in It (1996)
- Tony Wakeford – Cupid & Death (1996)
- L’Orchestre Noir – Cantos (1997)
- Tony Wakeford/Tor Lundvall – Autumn Calls (1998)
- Tony Wakeford – Believe Me (1998)
- L’Orchestre Noir – Eleven (1998)
- Tony Wakeford/Matt Howden – Three Nine (2000)
- Tony Wakeford – Paris (2002)
- Tony Wakeford/Matt Howden – Wormwood (2003)
- HaWthorn (Tony Wakeford & Matt Howden) – The Murky Brine (2004)
- The Wardrobe (Tony Wakeford & Andrew Liles) – Cups in Cupboard (2005)
- Duo Noir (Tony Wakeford & Matt Howden) – Marseilles (2005)
- The Wardrobe – A Sandwich Short (2006)
- Tony Wakeford – Into the Woods (2007)
- Grey Force Wakeford (Nick Grey, Kris Force (Amber Asylum) & Tony Wakeford) – Marble Heart (2008)
- Triple Tree (Tony Wakeford & Andrew King) – Ghosts (2008)
- Orchestra Noir – The Affordable Holmes EP (2008)
- The Wardrobe – Lucifer Before Sunrise (7", 2008)
- Tony Wakeford – Not All of Me Will Die (2009)
- Tony Wakeford – Oddities (2011)

## Gastbeiträge (Auswahl)

### Current 93
- Imperium (1987)
- The Red Face of God (1988)
- Christ and the Pale Queens Mighty in Sorrow (1988)
- Earth Covers Earth (1988)
- Horse (Wiederveröffentlichung: Horsey, 1990)

### Nurse With Wound
- Cooloorta Moon (1989)
- Creakiness (1991)
- Soresucker (1992)

### Ordo Equitum Solis
- Solstitii Temporis Sensvs (1990)
- Animi Aegritudo (1991)
- Paraskénia (1994)